# 10 000 mètres féminin aux championnats du monde d'athlétisme 2003
Navigation
Edmonton 2001 Helsinki 2005
L'épreuve du 10 000 mètres féminin des championnats du monde d'athlétisme 2003 s'est déroulée le 23 août 2003 au Stade de France à Saint-Denis, en France. Elle est remportée par l'Éthiopienne Berhane Adere.

## Résultats

### Finale
| Rang               | Athlète             | Pays                 | Temps    | Notes |
| ------------------ | ------------------- | -------------------- | -------- | ----- |
| Médaille d'or      | Berhane Adere       | Éthiopie             | 30:04.18 | CR    |
| Médaille d'argent  | Werknesh Kidane     | Éthiopie             | 30:07.15 | PB    |
| Médaille de bronze | Sun Yingjie         | Chine                | 30:07.20 | PB    |
| 4                  | Lornah Kiplagat     | Pays-Bas             | 30:12.53 | NR    |
| 5                  | Alla Zhilyaeva      | Russie               | 30:23.07 | NR    |
| 6                  | Galina Bogomolova   | Russie               | 30:26.20 | PB    |
| 7                  | Xing Huina          | Chine                | 30:31.55 | WJ    |
| 8                  | Benita Johnson      | Australie            | 30:37.68 | AR    |
| 9                  | Ejegayehu Dibaba    | Éthiopie             | 31:01.07 | PB    |
| 10                 | Jeļena Prokopčuka   | Lettonie             | 31:06.14 | NR    |
| 11                 | Kayoko Fukushi      | Japon                | 31:10.57 | SB    |
| 12                 | Deena Kastor        | États-Unis           | 31:17.86 | SB    |
| 13                 | Mihaela Botezan     | Roumanie             | 31:28.72 | SB    |
| 14                 | Yoko Shibui         | Japon                | 31:42.01 | SB    |
| 15                 | Megumi Oshima       | Japon                | 31:47.00 | SB    |
| 16                 | Lidiya Grigoryeva   | Russie               | 31:49.41 |       |
| 17                 | Elva Dryer          | États-Unis           | 31:59.81 |       |
| 18                 | Helena Javornik     | Slovénie             | 32:01.57 |       |
| 19                 | Salina Jebet Kosgei | Kenya                | 32:09.15 | SB    |
| 20                 | Anikó Kálovics      | Hongrie              | 32:15.96 |       |
| 21                 | Sonja Stolic        | Serbie-et-Monténégro | 33:08.87 | SB    |
| 22                 | Nataliya Berkut     | Ukraine              | 33:12.84 |       |
| 23                 | Yesenia Centeno     | Espagne              | 33:32.50 |       |
| —                  | Fernanda Ribeiro    | Portugal             | DNF      |       |
| —                  | Derartu Tulu        | Éthiopie             | DNF      |       |
| —                  | Sabrina Mockenhaupt | Allemagne            | DNF      |       |
| —                  | Marie Davenport     | Irlande              | DNS      |       |
| —                  | Adriana Fernández   | Mexique              | DNS      |       |

## Légende
Records et Performances
- AR : Record continental (area record)
- CR : Record des championnats (championship record)
- MR : Record du meeting (meet record)
- NR : Record national (national record)
- OR : Record olympique (olympic record)
- PR : Record paralympique (paralympic record)
- PB : Record personnel (personal best)
- SB : Meilleure performance personnelle de la saison (season's best)
- WL : Meilleure performance mondiale de l'année (world leader)
- WJR : Record du monde junior (world junior record)
- WR : Record du monde (world record)

Circonstances et Conditions
- DNF : N'a pas terminé (did not finish)
- DNS : N'a pas pris le départ (did not start)
- DQ : Disqualification (disqualification)
- NM : Aucun essai valable enregistré (No Mark)
- Q : Qualifié « directement » au prochain tour (ou à la prochaine compétition), lors d'une compétition majeure, grâce au classement ou à la réalisation des minima (automatic qualifier)
- q : Qualifié au prochain tour (ou à la prochaine compétition), lors d'une compétition majeure, grâce au repêchage ou à la réalisation de l'une des meilleures performances parmi celles des « non qualifiés directement » (grâce au meilleur temps ou à la meilleure distance par exemple) (secondary qualifier)